# Mildred Muis
Mildred Muis (Países Bajos, 28 de julio de 1968) es una nadadora neerlandesa especializada en pruebas de estilo libre, donde consiguió ser subcampeona olímpica en 1988 en los 4 x 100 metros estilo libre. Es hermana gemela de Marianne Muis.

## Carrera deportiva
En los Juegos Olímpicos de Seúl 1988 ganó la medalla de plata en los relevos de 4 x 100 metros estilo libre, con un tiempo de 3:43.39 segundos, tras Alemania Oriental (oro) y por delante de Estados Unidos (bronce), siendo sus compañeras de equipo las nadadoras: Marianne Muis, Conny van Bentum, Karin Brienesse y Diana van der Plaats.